# Saint-Nizier-d’Azergues
Saint-Nizier-d'Azergues település Franciaországban, Rhône megyében. Lakosainak száma 776 fő (2022. január 1.). Saint-Nizier-d’Azergues Poule-les-Écharmeaux, Grandris, Claveisolles, Lamure-sur-Azergues, Meaux-la-Montagne, Ranchal és Saint-Bonnet-le-Troncy községekkel határos.

## Népesség
A település népessége az elmúlt években az alábbi módon változott:
| Lakosok száma | 735  | 773  | 806  | 790  | 797  | 800  | 792  | 784  | 776  |
|               | 2013 | 2015 | 2016 | 2017 | 2018 | 2019 | 2020 | 2021 | 2022 |